# Peace Candle

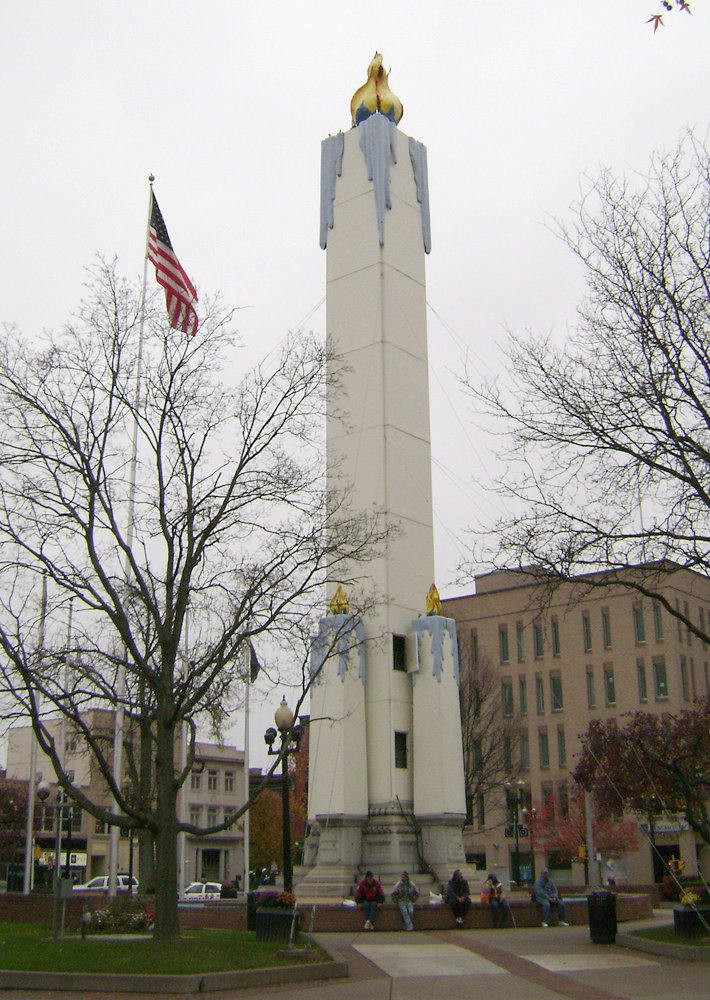
Peace Candle i november 2009.

Peace Candle är ett torn-liknande byggnadsverk som reses i juletider i Easton i Pennsylvania, USA. Det uppskattningsvis 106 fot (32 meter) höga byggnadsverket föreställer ett stort  stearinljus, och reses över ett monument från  nordamerikanska inbördeskriget. Det reses vanligtvis dagen efter Thanksgiving och plockas bort i början av februari varje år.
Traditionen hade premiär 1951 och verket är tillägnat de Eastonbor som tjänstgjort i USA:s väpnade styrkor.

### Fotnoter
1. ↑  ”International Brotherhood of Electrical Workers”. IBEW Journal 90. 1991.
2. ↑  Sandler, Roberta (11 juni 2000). ”Spirit of freedom A fabric of historical riches is well preserved in Easton, PA.”. Asbury Park Press:  s. 1F.
3. ↑  ”Nov. 23, 2009 100 years ago today”. The Express-Times:  s. B6. 23 november 2009.
4. ↑  Saunders, William Lawrence (1955). Compressed air magazine. "60-61". Ann Arbor, Michigan: University of Michigan Library. sid. 370